# Courtney Walsh
Courtney Andrew Walsh (* 30. Oktober 1962 in Kingston, Jamaika) ist ein ehemaliger jamaikanischer Cricketspieler, der für das Team der West Indies spielte. Er gilt als einer der besten Fast-Bowler in der Geschichte des Cricket. 1987 wurde er zu einem der fünf Wisden Cricketers of the Year gewählt.
Courtney Walsh bestritt insgesamt 132  Testmatches für die West Indies. Dabei erzielte er insgesamt 519 Wickets. Zwischen 2000 und 2004 hielt er den Rekord für die meisten erzielten Testwickets. Sein Testdebüt feierte Walsh im November 1984 gegen Australien in Perth. Walsh war ein ausgesprochener Spezialist als Fast-Bowler. Seine Fähigkeiten als Batsman waren hingegen nicht besonders ausgeprägt. Bis heute ist kein anderer Spieler bei Begegnungen im Test-Cricket häufiger ausgeschieden, ohne einen einzigen Run erzielt zu haben, als Courtney Walsh (43 Mal). Seinen letzten Einsatz bei einem Test für das Team der West Indies hatte er im April 2001 gegen Südafrika in seiner Heimatstadt Kingston. Sein Debüt bei einem One-Day International Match feierte er am 10. Januar 1985 gegen Sri Lanka. Bei ODIs war Walsh nicht so erfolgreich, wie bei Tests. Bei den 205 ODIs, an denen er teilgenommen hat, erzielte er insgesamt 227 Wickets. Außerdem nahm er mit dem Team der West Indies an drei Cricket Weltmeisterschaften teil (1987, 1996 und 1999). Seinen letzten Einsatz bei einem ODI hatte Courtney Walsh am 11. Januar 2000 gegen Neuseeland in Christchurch.